# 在ダナン日本国総領事館
在ダナン日本国総領事館（ベトナム語：Tổng Lãnh sự quán Nhật Bản tại Thành phố Đà Nẵng / 總領事館日本在城庯沱㶞、英語: Consulate-General of Japan in Da Nang）は、ベトナム中部の最大都市ダナンに設置されている日本の総領事館である。
「自由で開かれたインド太平洋」構想において、ダナン市は東西経済回廊の起点であり、その戦略的重要拠点とされている。
2024年4月25日、森健朗新総領事がベトナム政府から領事認証状を受領した。

## 沿革
- 1973年9月21日、日本がベトナム民主共和国（北ベトナム）を国家として正式に承認し、両国の外交関係が樹立される[4]
- 1976年7月、北ベトナムが南ベトナムを吸収する形でベトナムが統一され、国名がベトナム社会主義共和国に改称される[4]
- 2018年2月2日、一時帰国中の梅田邦夫在ベトナム大使が東京都千代田区のベトナム経済研究所で開かれた例会に出席し、地政学・軍事的な要衝であり100社を超える日系企業があるダナンに総領事館を設置することの重要性を訴える[5]
- 2020年1月6日、ダナン市ハイチャウ区トゥアンフオック坊（ベトナム語版）ドンダ通り01-03番地グランヴィリオシティ2階ツバキに在ダナン領事事務所（ベトナム語：Văn phòng Lãnh sự Nhật Bản tại thành phố Đà Nẵng / 文房領事日本在城庯沱㶞、英語: Consular Office of Japan in Da Nang）が開設される[6][7]
- 2021年5月6日、ダナン市当局による新型コロナウイルス防疫措置で領事事務所前の通りが封鎖されたことに伴い、在ダナン領事事務所が一時閉所される[8][9]
- 2021年5月27日、領事事務所前の通りの封鎖が解除され、翌28日から領事事務所の来訪者対応が再開される[10][11]
- 2021年8月16日、ダナン市当局による新型コロナウイルス防疫措置で社会隔離強化が実施されたことに伴い、在ダナン領事事務所が一時閉所される[12]
- 2021年9月27日、ダナン市当局による社会隔離の緩和を受けて領事事務所の領事窓口が再開される[13]
- 2021年10月1日、前日まで別の場所にあった領事事務所が、同じダナン市ハイチャウ区内のビントゥアン坊（ベトナム語版）9月2日通りA17-18-19番地に移転する[14]
- 2022年1月1日、領事事務所に代わって在ダナン日本国総領事館が開設される[15]

## 住所
| 日本語     | ダナン市ハイチャウ区ビントゥアン坊9月2日通りA17-18-19番地4階、5階                              |
| ベトナム語 | Tầng 4-5, Lô A17-18-19 Đường 2 tháng 9, Phường Bình Thuận, Quận Hải Châu, Tp. Đà Nẵng          |
| 英語       | 4th floor and 5th floor, Lot A17-18-19 2/9 Street, Binh Thuan Ward, Hai Chau District, Da Nang |

## 管轄地域
ダナン市、クアンビン省、クアンチ省、トゥアティエン＝フエ省、クアンナム省、クアンガイ省、ビンディン省、コントゥム省、ザーライ省。